# Sibiriens statliga rymduniversitet

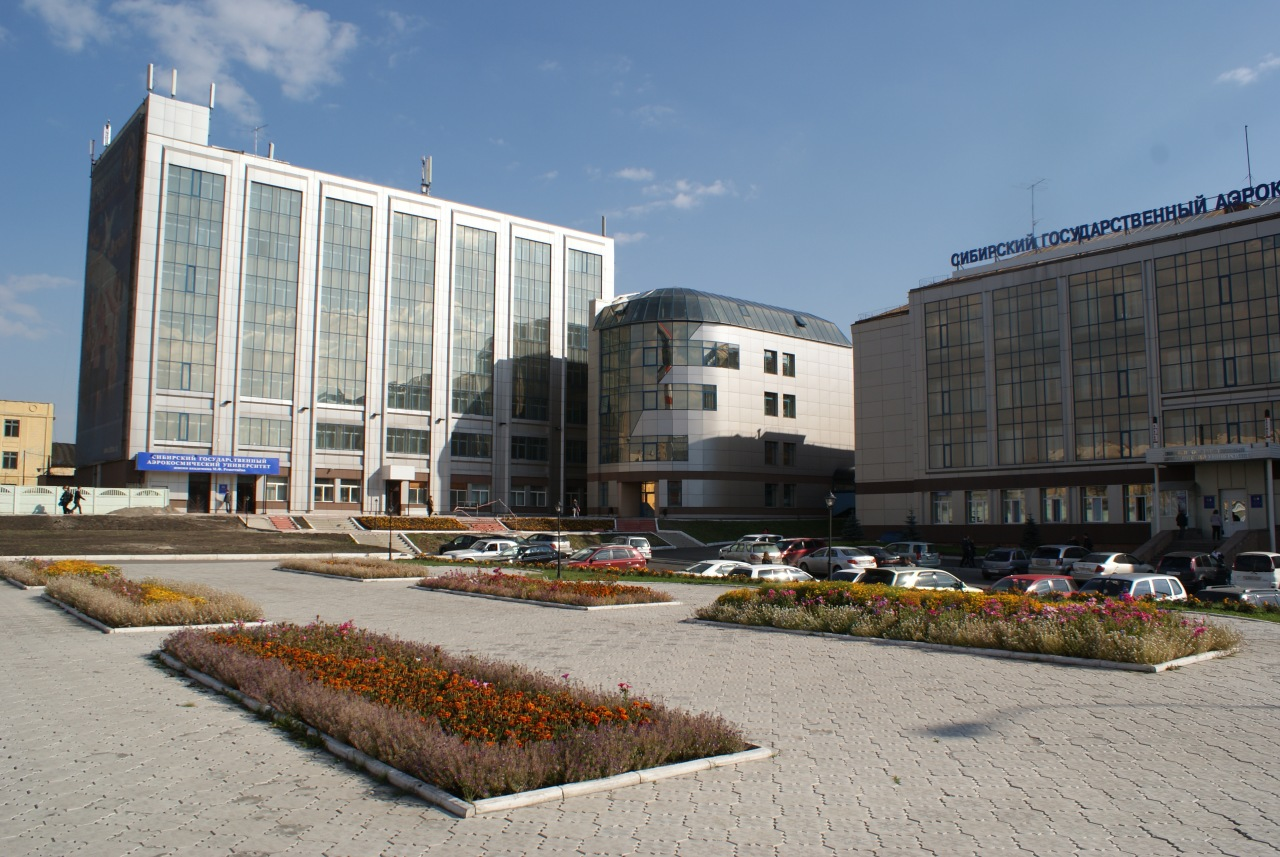
Sibiriens statliga rymduniversitet.

Sibiriens statliga rymduniversitet, (ryska: Сибирский государственный аэрокосмический университет); förkortat SibGAU, (ryska: СибГАУ), är ett ryskt universitet för utbildning och forskning inom rymdteknik. Det kallas även Resjetnjov universitet. Det grundades 1960 och fick status som universitet 2002 och har 11 500 studenter.